# Joey Dunlop

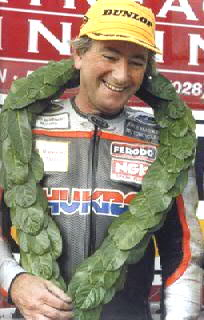
Joey Dunlop

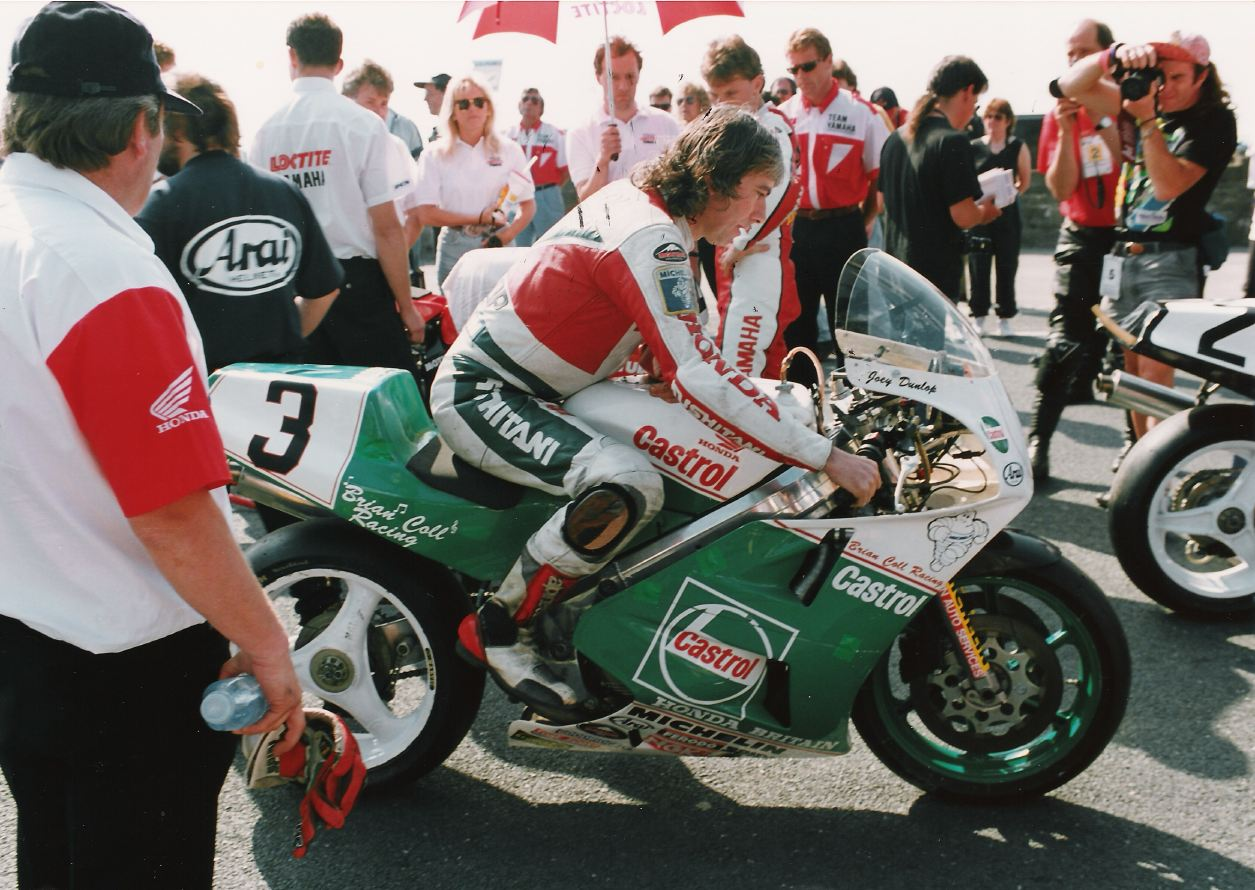
Joey Dunlop aan de start van de TT in 1992

Joey Dunlop (Ballymoney (County Antrim, Noord-Ierland), 25 februari 1952 - Tallinn (Estland), 2 juli 2000) was een legendarische Noord-Ierse motorcoureur.
Dunlop werd geboren in Ballymoney in Noord-Ierland). Hij begon met racen in 1969 en won zijn eerste TT in 1977.
- Eerste race - 1969, Triumph Tiger Cub, Magherabuoy
- Eerst TT winst - 1977 Jubilee TT
- 1977 - TT Jubilee TT winnaar
- 1980 - TT Classic winnaar
- 1983 - TT Formula One kampioen
- 1984 - TT Formula One kampioen
- 1985 - TT Formula One kampioen, 250 cc en Senior kampioen
- 1986 - TT Formula One kampioen
- 1987 - TT Formula One en Senior kampioen
- 1992 - TT 125 cc kampioen
- 1993 - TT 125 cc kampioen
- 1994 - TT 125 en 250 cc kampioen
- 1995 - TT 250 cc en Senior kampioen
- 1996 - TT 125 en 250 cc kampioen
- 1997 - TT 250 cc kampioen
- 1998 - TT 250 cc kampioen
- 2000 - TT Formula One, 125 en 250 cc kampioen

Hij won de TT van het eiland Man 26 keer. Daarnaast deed hij veel aan liefdadigheid. Hij was een Officier in de order van het Britse rijk (OBE) en een Lid in de order van het Britse rijk (MBE). Hij werd 5 keer wereldkampioen TT Formule 1. Ondanks al deze eretitels bleef Joey een vrij gewone man, leefde altijd in Ballymoney, schuwde publiciteit en rookte.

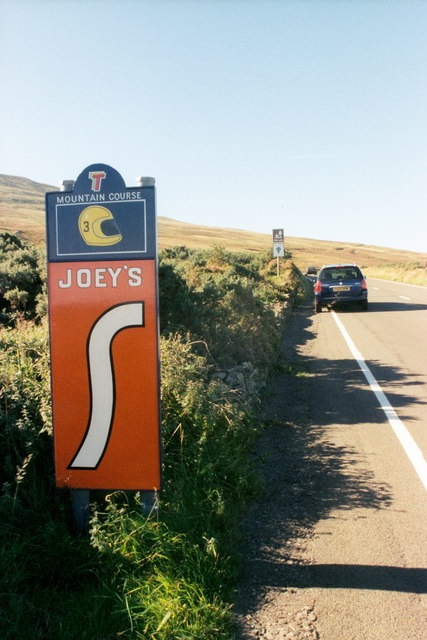
Het officiële waarschuwingsbord bij de nadering van "Joey's" heeft de kleuren van zijn helm

Tijdens zijn leven was hij al een legende. Hij stierf tijdens een race in Tallinn in Estland.
De markante punten van de Mountain Course krijgen meestal een naam die gerelateerd is aan de omgeving waar ze liggen, zoals een boerderij, een heuvel, een dal of een vallei. Lange tijd was er kennelijk in de omgeving van de 26e mijlpaal niets te vinden waardoor het simpelweg "26th Milestone" werd. Toen Joey Dunlop in 2000 verongelukte tijdens een race in Tallinn besloot men hem te eren met een markant punt in de Mountain Course. Joey had 26 keer een race tijdens de Isle of Man TT gewonnen en daarom was de 26e mijlpaal de aangewezen plaats. 

## Isle of Man TT resultaten
| Jaar | Klasse                           | Team                             | Motorfiets                         | Plaats                           |                                                 | Winnaar |
| ---- | -------------------------------- | -------------------------------- | ---------------------------------- | -------------------------------- | ----------------------------------------------- | ------- |
| 1976 | Lightweight 250 cc TT            | Privé                            | Rea-Yamaha TZ 250                  | DNF                              | Tom Herron, Yamaha TZ 250                       |         |
| 1976 | Junior TT                        | Privé                            | Rea-Yamsel 350                     | 16e                              | Chas Mortimer, Yamaha TZ 350                    |         |
| 1976 | Senior TT                        | Privé                            | Rea-Yamsel 350                     | 18e                              | Tom Herron, Yamaha TZ 350                       |         |
| 1976 | Classic TT                       | Privé                            | Rea-Yamsel 350                     | DNF                              | John Williams, Suzuki RG 500                    |         |
| 1977 | Junior 250 cc TT                 | Privé                            | Rea-Yamsel 250                     | 10e                              | Charlie Williams, Yamaha TZ 250                 |         |
| 1977 | Senior TT                        | Privé                            | Rea-Yamsel 350                     | 4e                               | Phil Read, Suzuki RG 500                        |         |
| 1977 | Classic TT                       | Privé                            | Rea-Yamaha TZ 700                  | 7e                               | Mick Grant, Kawasaki KR 750                     |         |
| 1977 | Jubilee TT                       | Privé                            | Rea-Yamaha TZ 700                  | 1e                               | Joey Dunlop, Rea-Yamaha TZ 700                  |         |
| 1978 | Formula One TT                   | Privé                            | Honda CB 750 Four                  | DNF                              | Mike Hailwood, Ducati 860                       |         |
| 1978 | Senior TT                        | Privé                            | Suzuki RG 500                      | DNF                              | Tom Herron, Suzuki RG 500                       |         |
| 1978 | Junior TT                        | Privé                            | Yamaha TZ 250                      | 11e                              | Chas Mortimer, Yamaha TZ 250                    |         |
| 1978 | Formula Two TT                   | Privé                            | Benelli 500 LS                     | 5e                               | Alan Jackson Jr., Honda CB 500 Four             |         |
| 1978 | Classic TT                       | Privé                            | Yamaha TZ 750                      | DNF                              | Mick Grant, Kawasaki KR 750                     |         |
| 1979 | Formula One TT                   | Privé                            | Benelli 900 Sei                    | DNF                              | Alex George, Honda CB 900 F                     |         |
| 1979 | Senior TT                        | Privé                            | Suzuki RG 500                      | DNF                              | Mike Hailwood, Suzuki RG 500                    |         |
| 1979 | Junior 250 cc TT                 | Privé                            | Yamaha TZ 250                      | DNF                              | Charlie Williams, Maxton-Yamaha TZ 250          |         |
| 1979 | Formula Two TT                   | Privé                            | Benelli 500 LS                     | 13e                              | Alan Jackson Jr., Honda CB 500 Four             |         |
| 1979 | Classic TT                       | Privé                            | Yamaha TZ 750                      | DNF                              | Alex George, Honda CB 750 Four                  |         |
| 1980 | Classic TT                       | Privé                            | Rea-Yamaha TZ 750                  | 1e                               | Joey Dunlop, Rea-Yamaha TZ 750                  |         |
| 1980 | Junior TT                        | Privé                            | Yamaha TZ 250                      | 12e                              | Charlie Williams, Yamaha TZ 250                 |         |
| 1980 | Senior TT                        | Privé                            | Rea-Yamaha TZ 500                  | 9e                               | Graeme Crosby, Suzuki RG 500                    |         |
| 1981 | Formula One TT                   | Honda Britain                    | Honda RSC 1000                     | 3e                               | Graeme Crosby, Suzuki GSX 1100                  |         |
| 1981 | Classic TT                       | Privé                            | Yamaha TZ 500                      | DNF                              | Graeme Crosby, Suzuki RG 500                    |         |
| 1982 | Formula One TT                   | HRC-Honda                        | Honda RS 1000                      | 2e                               | Ron Haslam, Honda RS 1000                       |         |
| 1982 | Classic TT                       | HRC-Honda                        | Honda NS 500                       | DNF                              | Dennis Ireland, Suzuki RG 500                   |         |
| 1983 | Formula One TT                   | HRC-Honda                        | Honda RS 850 R                     | 1e                               | Joey Dunlop, Honda RS 850 R                     |         |
| 1983 | Senior Classic TT                | HRC-Honda                        | Honda NS 500                       | 3e                               | Rob McElnea, Suzuki RG 500                      |         |
| 1984 | Formula One TT                   | HRC-Honda                        | Honda RS 850 R                     | 1e                               | Joey Dunlop, Honda RS 850 R                     |         |
| 1984 | Junior TT                        | HRC-Honda                        | Honda RS 250 R                     | 2e                               | Graeme McGregor, EMC-Rotax 250                  |         |
| 1984 | Classic TT                       | HRC-Honda                        | Honda NS 500                       | 2e                               | Rob McElnea, Suzuki RG 500                      |         |
| 1984 | Production 251-750 cc TT         | HRC-Honda                        | Honda VF 750 F                     | DNF                              | Trevor Nation, Honda VF 750 F                   |         |
| 1984 | Senior TT                        | HRC-Honda                        | Honda NS 500                       | DNF                              | Rob McElnea, Suzuki RG 500                      |         |
| 1985 | Formula One TT                   | HRC-Honda                        | Rothmans-Honda RC 45               | 1e                               | Joey Dunlop, HRC-Rothmans-Honda RC 45           |         |
| 1985 | Junior TT                        | Privé                            | Honda RS 250                       | 1e                               | Joey Dunlop, Honda RS 250                       |         |
| 1985 | Production 251-750 cc TT         | HRC-Honda                        | Rothmans -Honda VF 750 F           | 2e                               | Mick Grant, Heron-Suzuki GSX-R 750 F            |         |
| 1985 | Senior TT                        | HRC-Honda                        | Rothmans -Honda VF 750 F           | 1e                               | Joey Dunlop, HRC-Rothmans-Honda RC 45           |         |
| 1986 | Formula One TT                   | HRC-Honda                        | Rothmans-Honda RC 45               | 1e                               | Joey Dunlop, HRC-Rothmans-Honda RC 45           |         |
| 1986 | Junior TT                        | HRC-Honda                        | Rothmans-Honda RS 250 R            | DNF                              | Steve Cull, Honda RS 250 R                      |         |
| 1986 | Production Class C TT            | HRC-Honda                        | Rothmans-Honda NS 400 R            | 4e                               | Gary Padgett, Padgett's Suzuki                  |         |
| 1986 | Senior TT                        | HRC-Honda                        | Rothmans-Honda NS 500              | 4e                               | Roger Burnett, HRC-Rothmans-Honda NS 500        |         |
| 1987 | Formula One TT                   | HRC-Honda                        | HRC-Rothmans-Honda RC 30           | 1e                               | Joey Dunlop, HRC -Rothmans-Honda RC 30          |         |
| 1987 | Junior 250 cc TT                 | HRC-Honda                        | Shell-Gemini-Honda NSR 250         | 8e                               | Eddie Laycock, EMC Rotax 250                    |         |
| 1987 | Production Class B TT            | HRC-Honda                        | Gemini-Honda RC 30                 | 18e                              | Geoff Johnson, Loctite-Yamaha FZR 750           |         |
| 1987 | Senior TT                        | HRC-Honda                        | HRC-Shell-Gemini-Honda NS 500      | 1e                               | Joey Dunlop, HRC-Shell-Gemini-Honda NS 500      |         |
| 1988 | Formula One TT                   | HRC-Honda                        | HRC-Shell-Gemini-Honda RC 30       | 1e                               | Joey Dunlop, HRC-Shell-Gemini-Honda RC 30       |         |
| 1988 | Junior TT                        | HRC-Honda                        | HRC-Shell-Gemini-Honda NSR 250     | 1e                               | Joey Dunlop, HRC-Shell-Gemini-Honda NSR 250     |         |
| 1988 | Production Class B TT            | HRC-Honda                        | Shell-Gemini-Honda RC 30           | 5e                               | Steve Hislop, Honda RC 30                       |         |
| 1988 | Production Class C TT            | HRC-Honda                        | Shell-Gemini-Honda CBR 600 F       | 11e                              | Brian Morrison, Honda CBR 600 F                 |         |
| 1988 | Senior TT                        | HRC-Honda                        | HRC-Shell-Gemini-Honda NS 500      | 1e                               | Joey Dunlop, HRC-Shell-Gemini-Honda NS 500      |         |
| 1989 | Niet deelgenomen i.v.m. blessure | Niet deelgenomen i.v.m. blessure | Niet deelgenomen i.v.m. blessure   | Niet deelgenomen i.v.m. blessure |                                                 |         |
| 1990 | Formula One TT                   | Honda Britain                    | Shell-Gemini-Honda RC 30           | 8e                               | Carl Fogarty, Silkolene-Honda RC 30             |         |
| 1990 | Junior TT                        | Honda Britain                    | Shell-Gemini-Honda NSR 250         | DNF                              | Ian Lougher, Yamaha YZR 250                     |         |
| 1990 | Ultra-Lightweight TT             | Honda Britain                    | Shell-Gemini-Honda RS 125          | DNF                              | Robert Dunlop, Honda RS 125                     |         |
| 1990 | Senior TT                        | Honda Britain                    | Shell-Gemini-Honda RC 30           | 16e                              | Carl Fogarty, Silkolene-Honda RC 30             |         |
| 1991 | Formula One TT                   | Honda Britain                    | Duckhams-Honda RC 45               | DNF                              | Steve Hislop, Silkolene-Honda RC 45             |         |
| 1991 | Junior TT                        | Honda Britain                    | Duckhams-Honda NSR 250             | 5e                               | Robert Dunlop, Cowles-Yamaha YZR 250            |         |
| 1991 | Supersport 600 TT                | Honda Britain                    | Harris-Honda CBR 600 F2            | 6e                               | Steve Hislop, Honda CBR 600 F2                  |         |
| 1991 | Ultra-Lightweight TT             | Honda Britain                    | Duckhams-Honda RS 125              | 2e                               | Robert Dunlop, Honda RS 125                     |         |
| 1991 | Senior TT                        | HRC                              | Duckhams-Honda RC 45               | 2e                               | Steve Hislop, Silkolene-Honda RC 45             |         |
| 1992 | Formula One TT                   | Privé                            | Castrol-Honda RC 45                | 3e                               | Phillip McCallen, Castrol-Honda RC 45           |         |
| 1992 | Junior TT                        | Privé                            | Castrol-Honda NSR 250              | DNF                              | Brian Reid, Loctite-Yamaha YZR 250              |         |
| 1992 | Supersport 600 TT                | Privé                            | Castrol-Honda CBR 600 F2           | 9e                               | Phillip McCallen, Castrol-Honda CBR 600 F2      |         |
| 1992 | Ultra-Lightweight TT             | Privé                            | Castrol-Honda RS 125               | 1e                               | Joey Dunlop, Castrol-Honda RS 125               |         |
| 1992 | Senior TT                        | Privé                            | Castrol-Honda RC 45                | DNF                              | Steve Hislop, Norton RCW 588                    |         |
| 1993 | Formula One TT                   | Privé                            | Castrol-Honda RC 45                | 14e                              | Nick Jefferies, Castrol-Honda RC 45             |         |
| 1993 | Junior TT                        | Privé                            | Castrol-Honda NSR 250              | 3e                               | Brian Reid, Loctite-Yamaha YZR 250              |         |
| 1993 | Supersport 600 TT                | Privé                            | Castrol-Honda CBR 600 F2           | DNF                              | Jim Moodie, V&M-Honda CBR 600 F2                |         |
| 1993 | Ultra-Lightweight TT             | Privé                            | Castrol-Honda RS 125               | 1e                               | Joey Dunlop, Castrol-Honda RS 125               |         |
| 1993 | Senior TT                        | Privé                            | Castrol-Honda RC 45                | 11e                              | Phillip McCallen, Castrol-Honda RC 45           |         |
| 1994 | Formula One TT                   | Privé                            | Castrol-Honda RC 45                | 3e                               | Steve Hislop, Castrol-Honda RC 45               |         |
| 1994 | Junior TT                        | Privé                            | Castrol-Honda NSR 250              | 1e                               | Joey Dunlop, Castrol-Honda NSR 250              |         |
| 1994 | Supersport 600 TT                | Privé                            | FM-Honda CBR 600 F2                | 7e                               | Iain Duffus, Duckhams-Yamaha FZR 600 R          |         |
| 1994 | Ultra-Lightweight TT             | Privé                            | Castrol-Honda RS 125 NF            | 1e                               | Joey Dunlop, Castrol-Honda RS 125 NF            |         |
| 1994 | Senior TT                        | Privé                            | Castrol Honda RC 45                | 3e                               | Steve Hislop, Castrol-Honda RC 45               |         |
| 1995 | Formula One TT                   | Privé                            | Castrol Honda RC 45                | 2e                               | Phillip McCallen, Castrol-Honda RC 45           |         |
| 1995 | Ultra-Lightweight TT             | Privé                            | Castrol-Honda RS 125 NF            | DNF                              | Mark Baldwin, Padgett-Honda RS 125 NF           |         |
| 1995 | Lightweight TT                   | Privé                            | Castrol-Honda RS 250 R             | 1e                               | Joey Dunlop, Castrol-Honda RS 250 R             |         |
| 1995 | Junior TT                        | Privé                            | V&M Duckhams-Honda CBR 600 F2      | 4e                               | Iain Duffus, V&M Duckhams-Honda CBR 600 F2      |         |
| 1995 | Senior TT                        | Privé                            | Castrol-Honda RC 45                | 1e                               | Joey Dunlop, Castrol-Honda RC 45                |         |
| 1996 | Formula One TT                   | Honda Britain                    | Honda Britain-Honda RC 45          | 7e                               | Phillip McCallen, Honda Britain-Honda RC 45     |         |
| 1996 | Lightweight TT                   | Honda Britain                    | Honda Britain-Honda RS 250 R       | 1e                               | Joey Dunlop, Honda Britain-Honda RS 250 R       |         |
| 1996 | Ultra-Lightweight TT             | Honda Britain                    | Honda Britain-Honda RS 125 NF      | 1e                               | Joey Dunlop, Honda Britain-Honda RS 125 NF      |         |
| 1996 | Senior TT                        | Honda Britain                    | Honda Britain-Honda RC 45          | 2e                               | Phillip McCallen, Honda Britain-Honda RC 45     |         |
| 1997 | Lightweight TT                   | Honda Britain                    | Honda Britain-Honda RS 250 R       | 1e                               | Joey Dunlop, Honda Britain-Honda RS 250 R       |         |
| 1997 | Ultra-Lightweight TT             | Honda Britain                    | McMenemy-Honda RS 125 NF           | 10e                              | Joey Dunlop, McMenemy-Honda RS 125 NF           |         |
| 1997 | Junior TT                        | Honda Britain                    | Harris-Honda CBR 600 F3            | 5e                               | Ian Simpson, V&M-Honda CBR 600 F3               |         |
| 1997 | Senior TT                        | Honda Britain                    | Honda Britain-Honda RC 45          | 6e                               | Phillip McCallen, Honda Britain-Honda RC 45     |         |
| 1997 | Formula One TT                   | Honda Britain                    | Honda Britain-Honda RC 45          | 7e                               | Phillip McCallen, Honda Britain-Honda RC 45     |         |
| 1998 | Lightweight TT                   | Honda Britain                    | Honda Britain-Honda RS 250 R       | 1e                               | Joey Dunlop, Honda Britain-Honda RS 250 R       |         |
| 1998 | Ultra-Lightweight TT             | Honda Britain                    | Honda Britain-Honda RS 125 NF      | 9e                               | Robert Dunlop, O'Kane-Honda RS 125 NF           |         |
| 1998 | Senior TT                        | Honda Britain                    | Honda Britain-Honda RC 45          | DNF                              | Ian Simpson, Honda Britain-Honda RC 45          |         |
| 1999 | Formula One TT                   | Privé                            | HUKRC-Honda RC 45                  | 2e                               | David Jefferies, V&M-Yamaha YZF-R7              |         |
| 1999 | Junior 600 cc TT                 | Privé                            | Harris-Honda CBR 600 F4            | 5e                               | Jim Moodie, Castrol-Honda CBR 600 F4            |         |
| 1999 | Lightweight 250 cc TT            | Privé                            | HUKRC-Payne-Honda RS 250 R         | 5e                               | John McGuinness, Vimto-Honda RS 250 R           |         |
| 1999 | Ultra-Lightweight TT             | Privé                            | HUKRC-McMenemy-Honda RS 125 R      | 27e                              | Ian Lougher, Honda RS 125 R                     |         |
| 1999 | Senior TT                        | Privé                            | HUKRC-Honda RC 45                  | 5e                               | David Jefferies, V&M-Yamaha YZF-R7              |         |
| 2000 | Formula One TT                   | Honda Britain                    | Honda Britain-Honda VTR 1000 SP1   | 1e                               | Joey Dunlop, Honda Britain-Honda VTR 1000 SP1   |         |
| 2000 | Lightweight 250 cc TT            | Honda Britain                    | Honda Britain-Payne-Honda RS 250 R | 1e                               | Joey Dunlop, Honda Britain-Payne-Honda RS 250 R |         |
| 2000 | Ultra-Lightweight TT             | Honda Britain                    | Honda Britain-Honda RS 125 R       | 1e                               | Joey Dunlop, Honda Britain-Honda RS 125 R       |         |
| 2000 | Junior 600 cc TT                 | Privé                            | Harris-Honda CBR 600 F4            | 5e                               | David Jefferies, V&M-Yamaha YZF-R6              |         |
| 2000 | Senior TT                        | Honda Britain                    | Honda Britain-Honda VTR 1000 SP1   | DNF                              | David Jefferies, V&M-Yamaha YZF-R1              |         |